# فرد فورد
فرد فورد (بالإنجليزية: Fred Ford)‏ هو لاعب كرة قدم أمريكية أمريكي، ولد في 30 مارس 1938 في بيكرسفيلد في الولايات المتحدة.

## وصلات خارجية
- فرد فورد على موقع مرجع كرة القدم المحترفة.كوم (الإنجليزية)